# Nagoyas tunnelbana

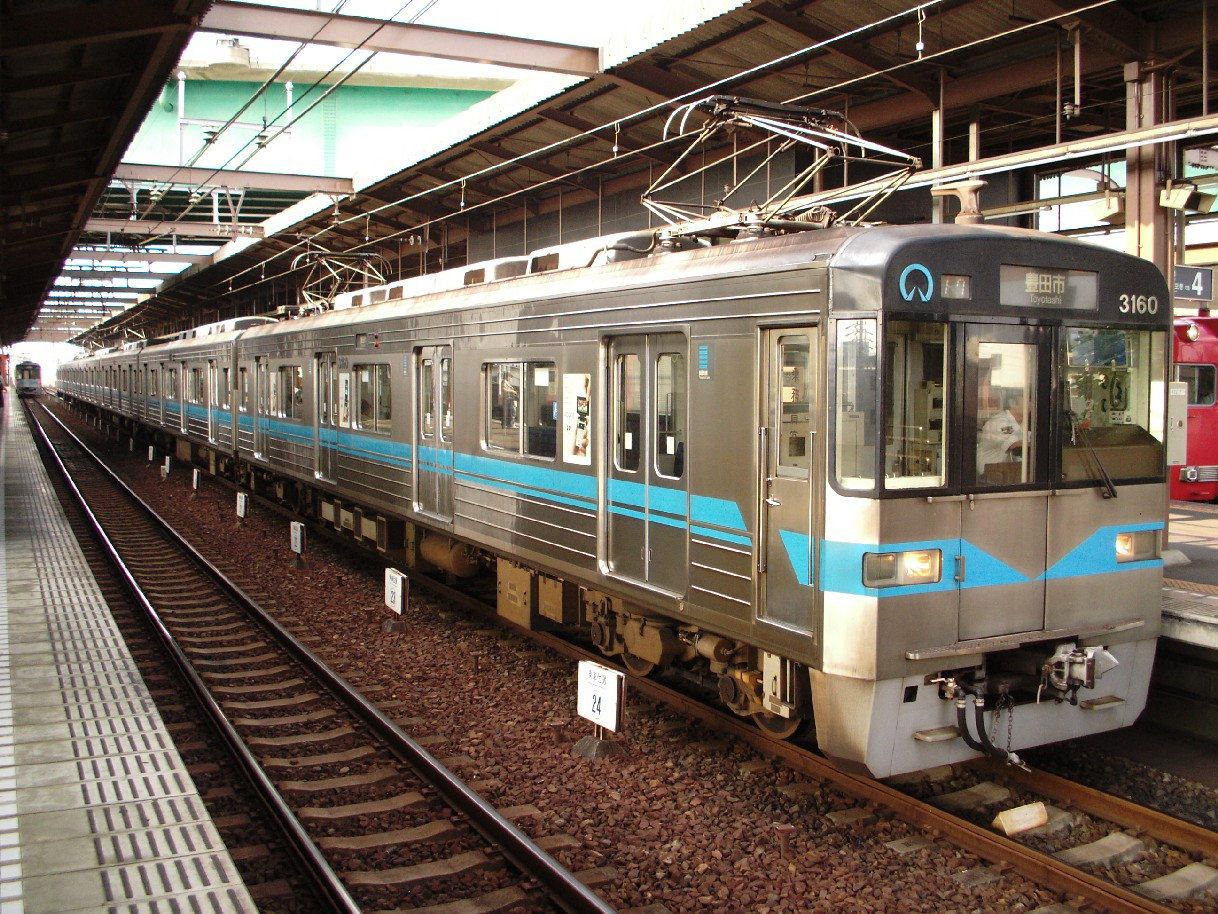
Tunnelbanetåg av typ 3050 på Kami-Otai station

Nagoyas tunnelbana (名古屋市営地下鉄 Nagoya-shiei chikatetsu?) är tunnelbanesystemet i Nagoya, Aichi, Japan. Det består av 5 linjer med en sammanlagd längd av 89 km och har 93 stationer. Den är en ren stadsbana och alla stationer ligger inom Nagoya stadsgränser, undantaget Akaike som ligger i Nisshin. Trafik till kranskommunerna sker med ett antal andra anslutande tåglinjer som drivs av olika bolag. Tunnelbanan är hopbyggd med Meitetsus järnvägsnät på några stationer och har därigenom trafik till Inuyama och Toyota. Tunnelbanan drivs av det kommunala Nagoya-shi Kōtsū Kyoku (Transportation Bureau City of Nagoya).

## Historia
Nagoya har tidigare haft ett spårvägsystem som öppnades i privat regi 1898 men som senare köptes upp av staden 1922. Bristande kapacitet och trängsel med en ökande biltrafik på gatorna gjorde att man successivt började ersätta spårvägen med tunnelbana. Första delen som öppnade var den nuvarande Higashiyamalinjen mellan Nagoya och Sakae 1957. Nätet växer sedan dess kontinuerligt, och den senaste nya linje som öppnades var Kami-Iida-länken 2003. Den sista delen av spårvägen stängdes 31 mars 1974.

## Linjer

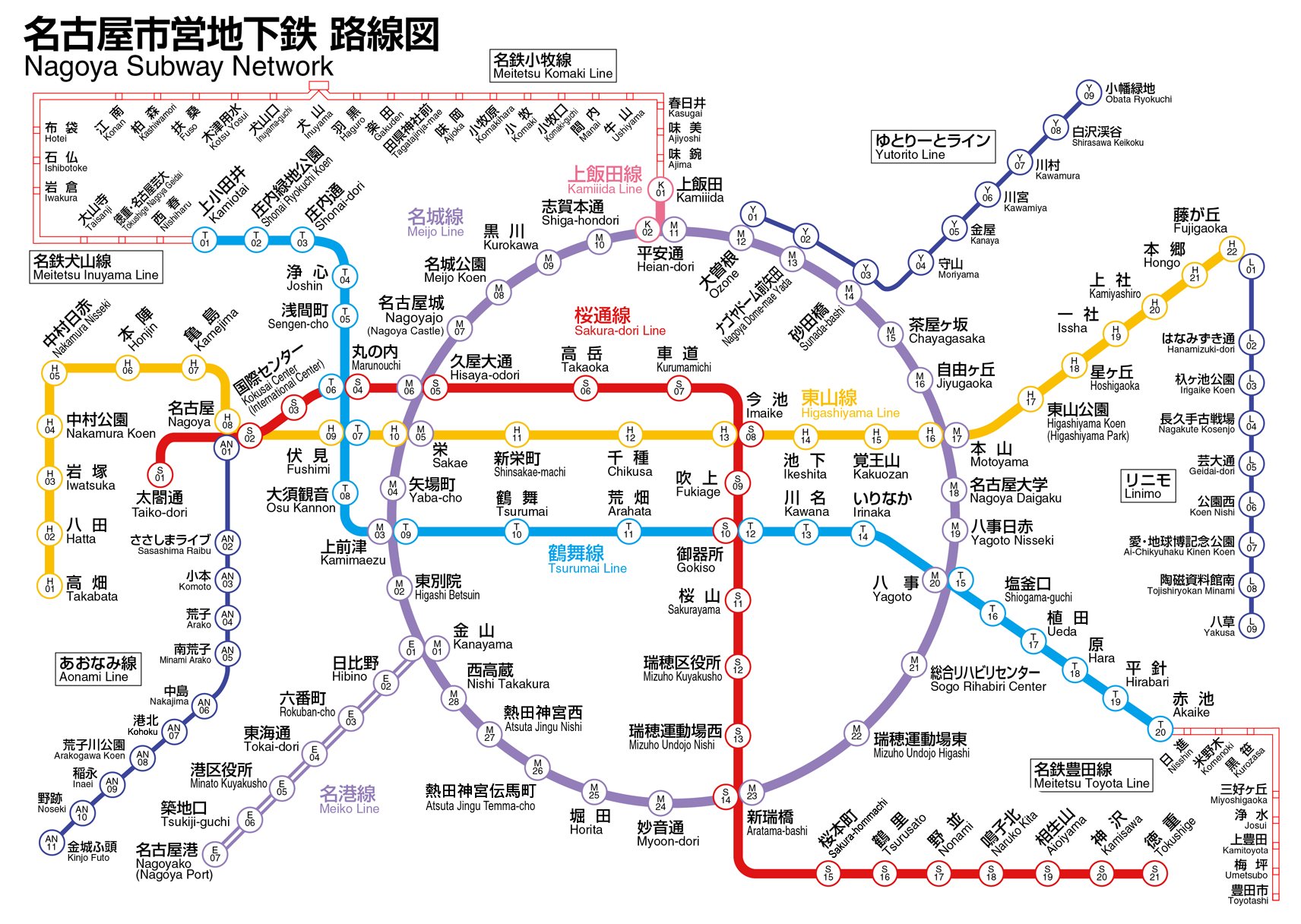
Linjekarta över Nagoyas tunnelbanenät inklusive de anslutande Yutorito, Aonamilinjen och Linimo samt de tre av Meitetsus linjer som har samtrafik med tunnelbanan.

| Färg     | Namn              | Beteck- ning | Öppnad | Senaste utbyggnad | Längd / km | Antal stationer |
| -------- | ----------------- | ------------ | ------ | ----------------- | ---------- | --------------- |
| Gul      | Higashiyamalinjen | H            | 1957   | 1982              | 20,6       | 22              |
| lila     | Meijolinjen       | M            | 1965   | 2004              | 26,4       | 28              |
| lila/vit | Meikolinjen       | E            | 1965   | 1971              | 6,0        | 7               |
| blå      | Tsurumailinjen    | T            | 1977   | 1993              | 20,4       | 20              |
| Röd      | Sakura-dorilinjen | S            | 1989   | 2011              | 19,1       | 21              |
| Rosa     | Kami-iidalinjen   | K            | 2003   | -                 | 0,8        | 2               |

### Higashiyamalinjen
Higashiyamalinjen (東山線 Higashiyama-sen?)
var den först öppnade linjen och den alltjämt mest använda. Den löper i öst-västlig riktning från Takabata (高畑 Takabata?) via Nagoya (名古屋 Nagoya?) till  Fujigaoka (藤が丘 Fujigaoka?). 
I Nagoya som är stationsnamnet på centralstationen finns anslutning till ett antal tåglinjer inklusive Tokaido Shinkansen. I Chikusa finns anslutning till Chūōlinjen och i Fujigaoka till Linimo.
Spårvidden är 1435 mm och matningen är 600 V likspänning i strömskena.
Serviceverkstad och tvättanläggning för tågen finns i Fujigaoka.

### Meijo- och Meikolinjerna
Meijolinjen (名城線 Meijō-sen?) är genom den senaste tillbyggnaden av tunnelbanenätet en ringlinje . Vissa av tågen som kommer i moturs åkriktning växlar inför Kanayama station in på Meikolinjen (名港線 Meikō-sen?) och fortsätter till hamnen. På motsvarande sätt fortsätter tåg som kommer in från Meikolinjen till Kanayama på Meijolinjen i medurs åkriktning. Alla tåg fullbordar inte hela varvet på Meijolinjen i anslutning till ett sådant linjebyte. 

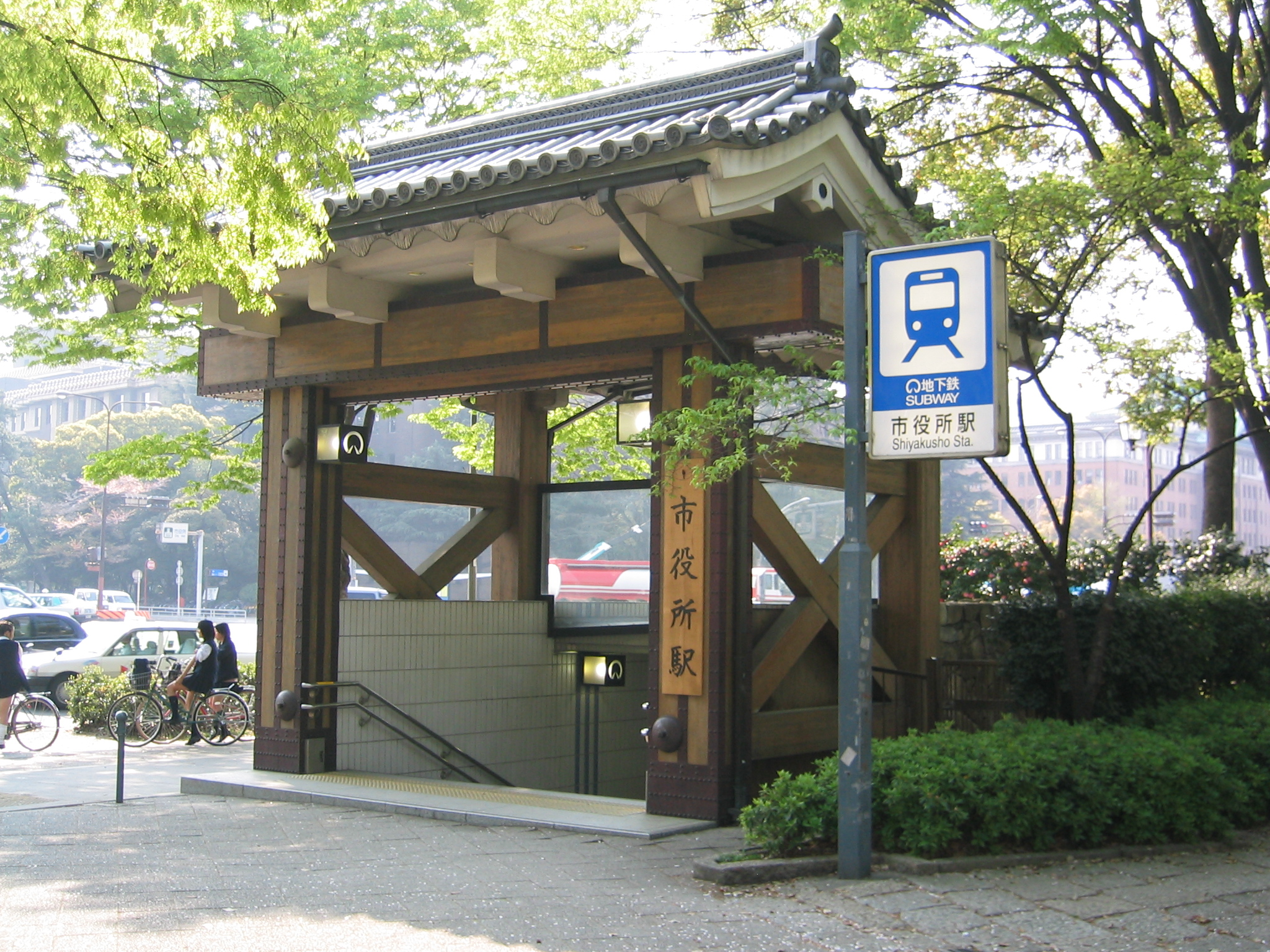
Entré till Nagoya-jo station, dåvarande Shiyakusho (Stadshuset) som det står på skylten.

Meijolinjen har anslutning till alla andra tunnelbanelinjer i Nagoya. I Kanayama som är den näst största järnvägsstationen finns anslutning till ett antal  tåglinjer. I Sakae finns anslutning till Meitetsus Setolinje, i Ozone till Chūōlinjen och Spårbusslinjen Yutorito.

### Sakura-dorilinjen
Sakura-dorilinjen (桜通線 Sakura-dōri-sen?) började byggas parallellt med Higashiyamalinjen i centrala delarna av staden för att avlasta den. 1993 öppnades trafiken mellan dåvarande Nakamura Kuyakusho (Nakamura stadsdelskontor) och Imaike. Då stadsdelskontoret i Nakamura flyttades, bytte ändstationen namn till Taiko-dori, efter gatan där stationen ligger, den 4 januari 2023. Den går idag mellan Taiko-dori och Tokushige. Den senaste förlängningen av linjen var 4,2 km från Nonami till Tokushige som öppnades 27 mars 2011.
Spårvidden är 1067 mm och matningen är 1500 V med kontaktledning i taket.

### Tsurumailinjen
Tsurumailinjen (鶴舞線 Tsurumai-sen?) är ansluten till Meitetsus Toyotalinje vid ändstationen Akaike och till Inuyamalinjen i den andra ändstationen Kami Otai. Genomgående trafik på dessa båda stationer sker med både tunnelbanetågen och Meitetsus tåg. I Tsurumai finns anslutning till Chūōlinjen. 
Spårvidden är 1067 mm och matningen är 1500 V med kontaktledning i taket.

## Säkerhet
Tunnelbanan tar in information från 5 seismografer runt om i Nagoya. I händelse av ett jordskalv av shindo 4 enligt den japanska skalan stoppas tågen temporärt några minuter, vid ett skalv av shindo 5 stoppas tågen definitivt och passagerarna evakueras.